# 맥스 팩터
맥스 팩터(Max Factor)는 1909년 막시밀리안 팩토로비츠(Maksymilian Faktorowicz)가 맥스 팩터 앤드 컴퍼니(Max Factor & Company)라는 사명으로 설립한 코티(Coty)의 화장품 라인이다.
맥스 팩터는 영화 메이크업 전문기업이다. 1973년 5억 달러(2017년 기준 약 36억 달러)에 매각될 때까지 맥스 팩터 앤드 컴퍼니는 여러 세대의 가족이 소유했으며 그 기간 동안 국제적인 회사가 되었다. 프록터 앤드 갬블은 1991년에 이 회사를 인수했다.